# Pohořelice
Pohořelice (in tedesco Pohrlitz) è una città ceca situata nel distretto di Brno-venkov, in Moravia Meridionale.